# Besfort Arifi
Besfort Arifi (Skopje, 7 mei 2002) is een Macedonisch-Belgisch voetballer die onder contract ligt bij MVV Maastricht.

## Carrière
Arifi ruilde in 2017 de jeugdopleiding van KAA Gent voor die van MVV Maastricht. Op 29 januari 2022 maakte hij er zijn officiële debuut in het eerste elftal: in de competitiewedstrijd tegen FC Eindhoven (1-0-verlies) liet trainer Klaas Wels hem in de 67e minuut invallen voor Leroy Labylle.

## Clubstatistieken
| Seizoen         | Club            | Land               | Competitie              | Competitie | Competitie | Beker | Beker | Supercup | Supercup | Europees | Europees | Totaal | Totaal |
| Seizoen         | Club            | Land               | Competitie              | Wed.       | Dlp.       | Wed.  | Dlp.  | Wed.     | Dlp.     | Wed.     | Dlp.     | Wed.   | Dlp.   |
| --------------- | --------------- | ------------------ | ----------------------- | ---------- | ---------- | ----- | ----- | -------- | -------- | -------- | -------- | ------ | ------ |
| 2021/22         | MVV Maastricht  | Vlag van Nederland | Keuken Kampioen Divisie | 1          | 0          | 0     | 0     | —        | —        | —        | —        | 1      | 0      |
| Carrière totaal | Carrière totaal | Carrière totaal    | Carrière totaal         | 1          | 0          | 0     | 0     | 0        | 0        | 0        | 0        | 1      | 0      |

Bijgewerkt op 8 februari 2022.